# Montreal Alouettes
Montreal Alouettes (franc. Alouettes de Montréal) - zawodowy zespół futbolu kanadyjskiego z siedzibą w Montrealu. Drużyna jest członkiem ligi CFL. Alouettes osiem razy zdobyli Puchar Greya, czyli mistrzostwo Kanady w futbolu kanadyjskim.

## Historia
Pierwsza drużyna o nazwie Montreal Alouettes powstała w 1946 roku i istniała do 1981 roku. W sezonie 1986 nazwę Alouettes przyjęła drużyna Montreal Concordes która istniała do 1987 roku. W 1995 roku do Montrealu przeniosła się amerykańska drużyna ligi CFL, Baltimore Stallions która przyjęła jako trzecia nazwę Montreal Alouettes.  
W latach 2003–2008 w drużynie grał Polak, Dave Stala.

## Sukcesy
- Puchar Greya: 1949, 1970, 1974, 1977, 2002, 2009, 2010, 2023